# Альфред Фірі
Альфред Фірі (англ. Alfred Phiri, нар. 22 червня 1974) — південноафриканський футболіст, що грав на позиції півзахисника.
Виступав, зокрема, за клуб «Генчлербірлігі», а також національну збірну ПАР, з якою був учасником чемпіонату світу.

## Клубна кар'єра
У дорослому футболі дебютував 1994 року виступами за команду «Александра Юнайтед», в якій того року взяв участь у 22 матчах другого дивізіону ПАР. Наступного сезону дебютував у вищому дивізіоні країни з клубом «Джомо Космос».
1996 року перейшов у турецький «Генчлербірлігі», за який зіграв понад сто матчів і у 2001 році виграв з командою Кубок Туреччини. Крім цього частину сезону 1997/98 грав за клуб «Ванспор». 
У сезоні 2001/02 пограв за інший турецький клуб «Самсунспор», після чого повернувся на батьківщину і грав за клуби «Джомо Космос», «Аякс» (Кейптаун), «Морока Своллоуз» та «Суперспорт Юнайтед» аж до припинення виступів на професійному рівні у 2008 році.

## Виступи за збірну
1998 року дебютував в офіційних матчах у складі національної збірної ПАР, з якою був учасником чемпіонату світу 1998 року у Франції. На турнірі зіграв в одному матчі проти Данії (1:1), де отримав вилучення.
Протягом кар'єри у національній команді, яка тривала 9 років, провів у формі головної команди країни 13 матчів, забивши 2 голи.

## Досягнення
- Володар Кубка Туреччини: 2000/01